# Eleanor Parke Custis Lewis

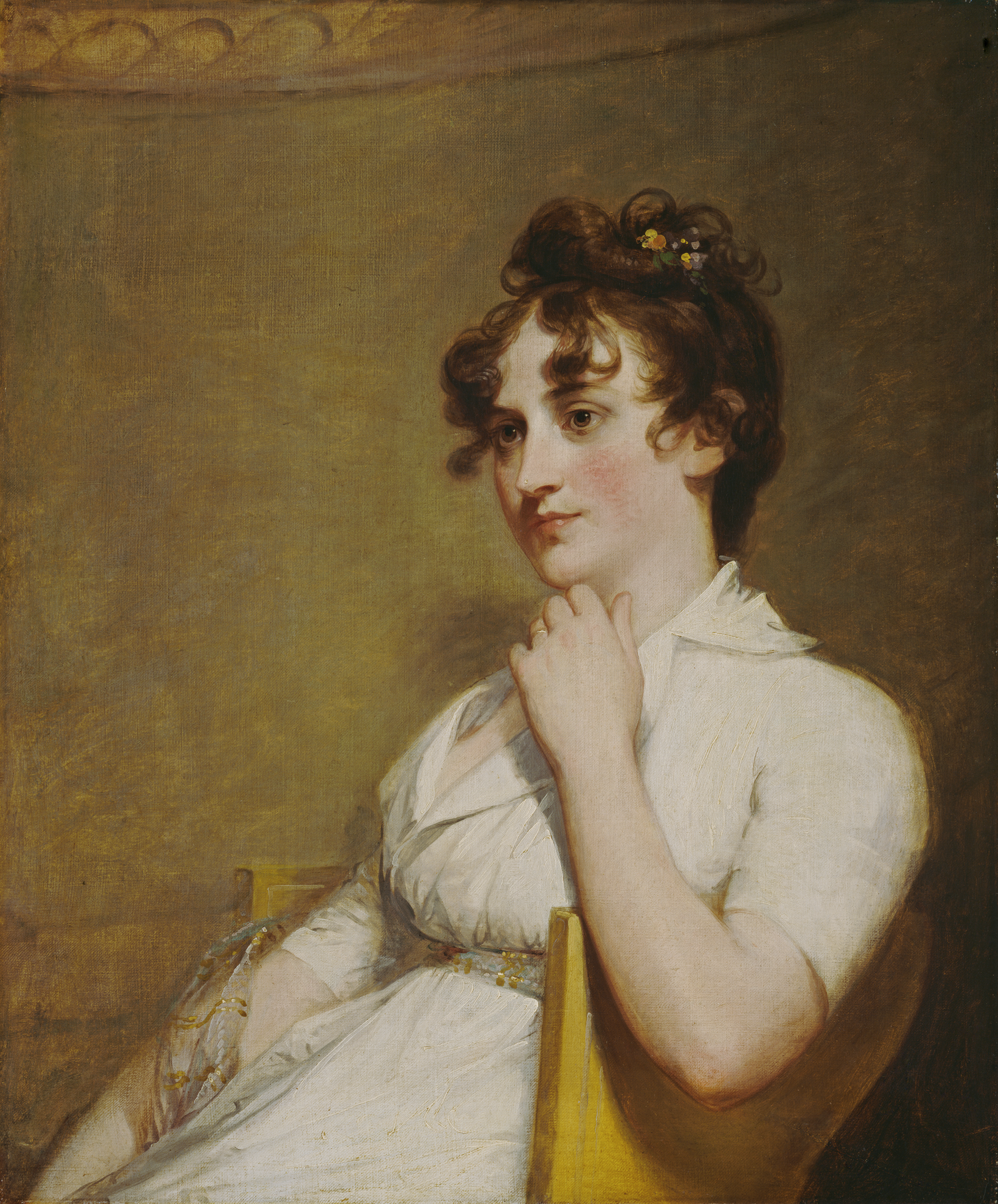
Eleanor Parke Custis Lewis

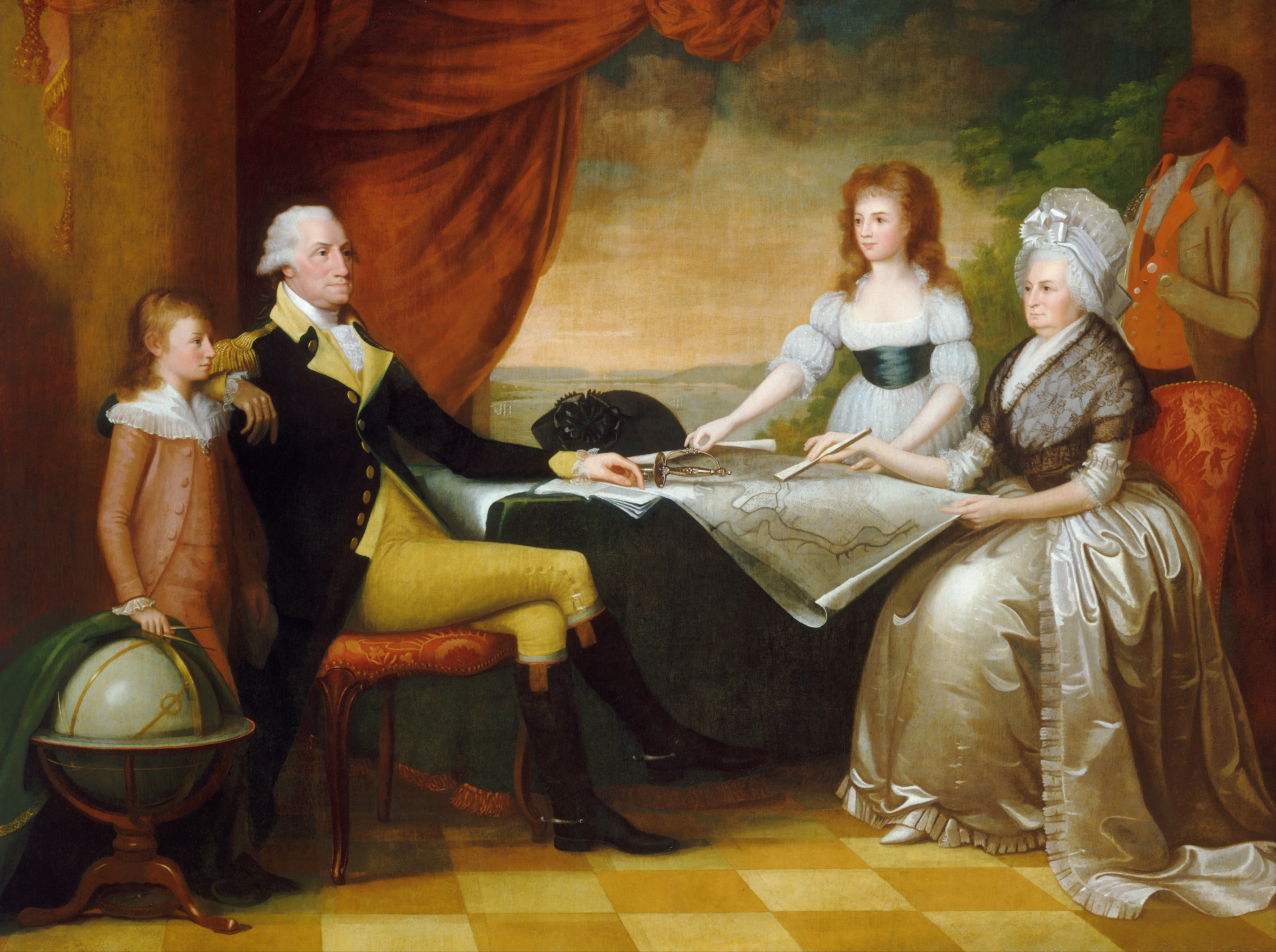
The Washington Family von Edward Savage (1789–96) zeigt Nellie als Kind zusammen mit George und Martha Washington sowie ihrem Bruder George Washington Parke Custis.

Eleanor Parke Custis Lewis (* 31. März 1779 in Mount Airy, Maryland; † 15. Juli 1852), bekannt als Nelly, war die Enkelin von Martha Washington und die Stiefenkelin von George Washington.

## Leben
Nelly war die Tochter von John Parke Custis und Eleanor Calvert. Wahrscheinlich wurde sie in Mount Airy, auf dem Besitz ihres Großvaters mütterlicherseits in Prince George’s County in Maryland geboren, obwohl einige lokale Traditionalisten behaupten, sie sei auf der Plantage Abingdon in Arlington County in Virginia geboren worden, wo sich heute der Ronald Reagan Washington National Airport befindet. Ihr Vater war das einzige überlebende Kind von Daniel Parke Custis und Martha Dandridge Custis, die 1759, als Witwe, George Washington heiratete. Nelly war außerdem die Enkelin von Benedict Swingate Calvert, der Sohn von Charles Calvert, 5. Baron Baltimore. Nach dem frühzeitigen Tod von John Parke Custis 1781, wurden Nelly und ihr jüngerer Bruder George Washington Parke Custis von den Washingtons adoptiert.
Während George Washingtons Präsidentschaft half Nelly bei der Betreuung der Gäste im Präsidentenhaushalt, zunächst in New York City, dann in Philadelphia und später auch auf dem Landsitz Mount Vernon. Die talentierte, schöne junge Frau begleitete ihre Adoptiveltern häufig zu gesellschaftlichen Veranstaltungen.
Am 22. Februar 1799 heiratete Nelly den Witwer Lawrence Lewis (1767–1839), den Sohn von George Washingtons Schwester Betty Washington Lewis aus Fredericksburg. Als Mitgift bekam sie 2000 Acres Land, das in der Nachbarschaft von Mount Vernon lag, wo sie die Plantage Woodlawn aufbauten. Mit ihrer Heirat erbte Nelly 80 Sklaven aus dem Besitz von John Parke Custis. Der Besitz von Daniel Parke Custis wurde nach dem Tod von Martha Washington 1802 aufgeteilt und Nelly erbte 35 Mitgift-Sklaven aus Mount Vernon. Nach dem Tod ihrer Mutter 1811 wurde auch der Besitz von John Parke Custis aufgeteilt und sie erbte schätzungsweise noch weitere 40 Sklaven.
Das Paar hatte folgende Kinder:
- Frances Parke Lewis Butler (1799–1875)
- Lorenzo Lewis (1803–1847)
- Mary Eliza Lewis Conrad (1813–1839)
- 5 weitere Kinder erreichten nicht das Erwachsenenalter

Circa 1830 zogen sie auf die Audley Plantage in Clarke County in Virginia. In der Mitte der 1830er Jahre begann das Ehepaar seine Zeit zwischen Virginia und dem Heim ihrer überlebenden Tochter in Louisiana aufzuteilen. Nach dem Tod ihres Mannes 1839 lebte Nelly Custis auf der Audley Plantage.
Ihr ganzes Leben sah Nelly sich selbst, als Bewahrer des Erbes von George Washington. Sie teilte Erinnerungen und Andenken, unterhielt sich und korrespondierte mit Leuten die Informationen über den ersten Präsidenten suchten und sie bestätigte oder deckte Geschichten über ihn auf. Sie wurde in Mount Vernon neben George und Martha Washington beigesetzt.

## Einzelnachweis
1. ↑  Henry Wiencek: An Imperfect God: George Washington, His Slaves, and the Creation of America Farrar, Straus and Giroux, New York 2003, S. 383f.

| Personendaten    | Personendaten                            |
| ---------------- | ---------------------------------------- |
| NAME             | Lewis, Eleanor Parke Custis              |
| ALTERNATIVNAMEN  | Nelly                                    |
| KURZBESCHREIBUNG | Enkelin von Martha und George Washington |
| GEBURTSDATUM     | 31. März 1779                            |
| GEBURTSORT       | Mount Airy, Maryland                     |
| STERBEDATUM      | 15. Juli 1852                            |